# USS South Dakota (BB-57)
Pour les autres navires du même nom, voir USS South Dakota.
L’USS South Dakota (BB-57) est un cuirassé rapide américain de l’US Navy. Premier des quatre navires de la classe South Dakota, il est entré en service en 1942, combattant lors de la guerre du Pacifique, et en fut retiré en 1947 et ferraillé en 1962.

## Histoire
Commandé en décembre 1938 par l'US Navy, la quille du South Dakota est posée aux chantiers navals de New York en juillet 1939 et il est lancé le 7 juin 1941. Il entre en service le 20 mars 1942 alors que les États-Unis sont déjà en guerre depuis plus de 3 mois.   
Le cuirassé rejoignit le 12 octobre 1942 la Task Force 16, regroupée autour du porte-avions USS Enterprise (CV-6). Il prit part à la bataille des îles Santa Cruz, où il s’illustra par une protection efficace du porte-avions Enterprise contre les bombardiers japonais (26 avions détruits), mais sa tourelle avant fut endommagée par une bombe de 250 kg. Lors de la bataille navale de Guadalcanal en novembre 1942, il coula le destroyer Shikinami avant d’être pris à partie par trois autres navires japonais, dont le cuirassé Kirishima. Gravement endommagé, il fut touché par 42 obus et dût s’éloigner du combat. Il fut partiellement réparé par le navire de réparation Prometheus avant de rejoindre New York le 18 décembre 1942 pour des réparations plus importantes.
Il reprit la mer dès février 1943, servant dans l’Atlantique Nord aux côtés du porte-avions USS Ranger (CV-4) jusqu’en avril. Il retourna vers le Pacifique vers l’été 1943 et participa à l’opération Galvanic, le débarquement américain sur les atolls de  Makin et Tarawa en novembre. En décembre, il bombarda les positions japonaises de Nauru avec cinq autres cuirassés. Le 17 février 1944, il participa à l’opération Hailstone, attaque aéronavale massive lancée contre la base aéro-navale japonaise de Truk dans les îles Carolines, où il subit de constantes attaques aériennes mais les repoussa avec succès (4 avions abattus). Il bombarda la base japonaise de Truk fin avril et rejoignit la Task Force 58 début mai pour participer à l’opération Forager, la campagne pour prendre les îles Mariannes.
Lors de la bataille de la mer des Philippines, en juin 1944, il reçut d’un Yokosuka D4Y une bombe de 250 kg qui tua 24 marins. Mais le résultat de cette bataille fut catastrophique pour l’aviation japonaise, avec des pertes supérieures à 300 avions : cette bataille prit le surnom de « grand tir aux pigeons des Mariannes ». Il rentra à Pearl Harbor en septembre pour réparations, puis fut affecté à la Task Force 38. Il escorta la force de débarquement sur Mindoro en décembre 1944 et participa aux invasions de Formose en janvier 1945.
Il servit ensuite principalement à la bataille d'Okinawa jusqu’à fin mai,ayant été endommagé le 6 mai par un avion kamikaze; avant de venir bombarder les côtes japonaises à l’été 1945. Il rentra à San Francisco en octobre 1945 et rejoignit la base navale de Philadelphie.
Le South Dakota fut affecté à la flotte de réserve de l’Atlantique en juin 1946 et retiré du service le 31 janvier 1947 après avoir obtenu 13 battle stars. Il fut vendu pour la ferraille que le 25 novembre 1962, pour 446 000 dollars.

## Classe South Dakota
La classe South Dakota a été conçue en 1938 et les engagements tenus lors des Traités de Washington et de Londres n’ont jamais été respectés. Les caractéristiques de cette classe étaient 35 000 tonnes, canons de 406 mm (au lieu de 356 comme prévu) et une vitesse de 27 nœuds.
| Classe South Dakota       | Classe South Dakota   | Classe South Dakota | Classe South Dakota | Classe South Dakota | Classe South Dakota                                            |
| Nom                       | chantier naval        | mise en chantier    | Lancement           | mise en service     | fin                                                            |
| ------------------------- | --------------------- | ------------------- | ------------------- | ------------------- | -------------------------------------------------------------- |
| USS South Dakota (BB-57)  | Chantiers de New York | 5 juillet 1939      | 7 juin 1941         | 20 mars 1942        | retiré du service le 31 janvier 1947 vendu pour la ferraille   |
| USS Indiana (BB-58)       | Chantiers de Newport  | 20 novembre 1939    | 21 novembre 1941    | 30 avril 1942       | retiré du service le 11 septembre 1947 vendu pour la ferraille |
| USS Massachusetts (BB-59) | Chantiers de Quincy   | 20 juillet 1939     | 23 septembre 1941   | 12 mai 1942         | retiré du service le 27 mars 1947 transformé en Navire musée   |
| USS Alabama (BB-60)       | Chantiers de Norfolk  | 1er février 1940    | 16 février 1942     | 16 août 1942        | retiré du service le 9 janvier 1947 transformé en Navire musée |